# Josephine Girardelli
Josephine Girardelli (1786 – Wakefield, 6 luglio 1830) è stata una circense e artista italiana. Divenne famosa nel Regno Unito con il soprannome The Fire Proof Lady (lett. "la signora a prova di fuoco"), esibendosi in spettacoli in cui metteva alla prova la sua resistenza al calore ingerendo o esponendosi a oggetti incandescenti o sostanze corrosive. Venne anche soprannominata dai giornali dell'epoca Queen of the Fire Eaters (lett. "la regina dei mangiafuoco").

## Biografia
Molto riservata in vita, non si conoscono molti dettagli sulla sua biografia. Il primo a cercare di ricostruirne la vita fu Harry Houdini nel suo libro Miracle Mongers and Their Methods. Nata forse negli anni 1780 (secondo l'iscrizione sulla sua tomba aveva 44 anni alla sua morte, quindi sarebbe nata nel 1786), non si hanno certezze neanche sulle sue origini. Nonostante venisse presentata come italiana e sia il cognome che Houdini confermino questa versione, altre fonti sostengono che fosse nata a Monaco di Baviera, tanto che con il marito parlava un tedesco fluente. Altre fonti sostengono che fosse di origine spagnola.
Dopo aver praticato la sua arte nella parte continentale d'Europa, negli anni 1810 e 1820 iniziò a spostarsi per la Gran Bretagna e l'Irlanda con suo marito, un illusionista conosciuto come Simone Girardelli, esibendosi in vari teatri e riscuotendo gran successo. Nonostante ciò, già verso la fine del decennio il successo della coppia sarebbe scemato, tanto che nel 1829 i Girardelli a Sheffield vendevano biglietti per il loro spettacolo a un quarto del prezzo normale. Oltre agli spettacoli, Josephine organizzò mostre di statue di cera da lei create, raffiguranti personaggi come il duca di Wellington Arthur Wellesley, Napoleone e gli allora recentemente giustiziati assassini Burke e Hare. In questa fase della carriera probabilmente Josephine si dedicò più alla scultura che agli spettacoli con il fuoco.
Non sono sopravvissute altre testimonianze sulla sua persona dopo il 1829, prima della morte avvenuta nel 1830. Nonostante il clamore generato dalle sue esibizioni e l'attenzione attirata su scettici e altri artisti dai suoi trucchi, mentre era ancora in vita non venne mai scoperto come facesse a non ustionarsi durante i suoi numeri. La stessa Girardelli sosteneva di usare un "composto speciale" che, applicato sulla pelle, la proteggeva da danni permanenti. Secondo quanto scritto dal Blackwood's Magazine, il composto sarebbe stato creato da suo padre tedesco, un chimico di nome Odhelius. Molti medici dell'epoca però negarono questa possibilità, in quanto nessuna sostanza avrebbe potuto difendere l'epidermide da oggetti incandescenti o fiamme vive per tempi prolungati. Le ipotesi suggerite in seguito sembrano spiegare totalmente i trucchi da illusionista usati da Girardelli.

## Spettacoli
Una sua tipica performance era divisa in diverse tipologie di numeri, tra cui uno dei suoi spettacoli più famosi, descritto largamente dai giornali.
L'esibizione iniziava con la Girardelli che eseguiva dei risciacqui orali con dell'acido nitrico. Dopo qualche secondo, sputava la sostanza su una lastra di ferro, che avrebbe iniziato a corrodersi, provando così fosse veramente acido. Successivamente, presa una padella con dell'olio bollente, dopo averci cucinato un uovo ne beveva il contenuto o, ancora, lo sputava su delle fiamme per mostrare al pubblico che fosse olio. Un altro gioco prevedeva il coinvolgimento di uno spettatore, chiamato a marchiare una lettera con della ceralacca proveniente dalla stessa bocca della Girardelli. Un'altra azione che stupiva anche le cronache dell'epoca era quella di immergere le mani in del piombo fuso e berne una parte, facendo uscire dalla bocca delle piccole parti solidificate, grandi come monete.
La bocca non era la sola parte apparentemente ignifuga. Riscaldando una pala ad alte temperature, la pressava sui capelli e sulle braccia, mostrando come questi rimanessero inalterati. Come conclusione, avrebbe poi leccato la stessa pala, cercando di far sentire il suono della lingua bruciante sulla lastra incandescente al pubblico.
Alcuni resoconti dell'epoca affermano che un giorno sarebbe entrata in un forno di mattoni insieme a della carne e delle torte, uscendone completamente illesa con le pietanze perfettamente cotte.

### Possibili spiegazioni
Numerose teorie sono state formulate per tentare di spiegare le capacità apparentemente sovrumane della Girardelli. Per esempio, avrebbe sostituito il piombo fuso con dell'argento vivo e un liquido neutro con l'acido. Quasi nello stesso modo, l'olio bollente sarebbe stato posizionato su un sottile strato d'acqua, in modo che, quando riscaldato, dell'aria sarebbe fuoriuscita dall'acqua, facendo apparire l'olio bollente e più caldo di quanto non fosse. La Girardelli poi probabilmente aumentava la tensione nello spettatore durante la performance con grandi giochi di fiamme e suspense, minimizzando in realtà il tempo di contatto con la pala incandescente. Alcuni dei suoi altri esperimenti hanno forse usato a proprio vantaggio l'effetto Leidenfrost, dove uno strato isolante di vapori si forma tra un liquido (come dell'acqua sulla sua pelle) e una superficie molto calda.